# Кобищанов, Юрий Михайлович
Ю́рий Миха́йлович Кобища́нов (8 октября 1934, Харьков — 29 июля 2022, Москва) — советский и российский африканист, историк, социолог, этнолог. Доктор исторических наук. Главный научный сотрудник Института Африки РАН. 
Автор теории «большой феодальной формации».

## Биография
Окончил Институт стран Азии и Африки при МГУ в 1958 году. В 1964 году защитил кандидатскую диссертацию «Древний Аксум: Аксумское царство в период возникновения и расцвета (III—VII вв.)». Во время дискуссии об азиатском способе производства в 1965 году прославился утверждением «что касается так называемого рабовладельческого способа производства, то его никогда и нигде не существовало». Для человека, не знакомого с историей научных дискуссий в СССР о способах производства, это утверждение могло бы показаться смелым для советской науки, однако на самом деле Кобищанов лишь повторил концепцию, изложенную в официальном пособии для партийных школ, изданном в 1924 году Коммунистическим университетом имени Я. М. Свердлова, где рабовладельческий способ производства также не назван.
Защитил докторскую диссертацию «Значение комплекса полюдья в истории Африки» в 1992 году.
Основные направления научных исследований — социально-экономическая и культурная история Африки (в особенности Эфиопии и Северной Африки), феодализм, этно-конфессиональные и этно-кастовые общности, полюдье, ислам в Африке, история исламской цивилизации. Внёс значительный вклад в изучение феномена полюдья.
Сыновья: Михаил — африканист, предприниматель, кандидат экономических наук; Тарас — востоковед, кандидат исторических наук.

## Научные труды
- Аксум / Институт Африки АН СССР; Отв. ред. Д. А. Ольдерогге; Художник Е. В. Бекетов. — М.: Наука. Главная редакция восточной литературы, 1966. — 296 с. — 1500 экз.
- Кобищанов Ю. М. и др. Африка: возникновение отсталости и пути развития : Сборник статей / Отв. ред. Л. Е. Куббель. — М.: Наука. Главная редакция восточной литературы, 1974. — 464 с. — 2100 экз.
- Община в Африке: Проблемы типологии / Редкол.: С. А. Токарев (отв. ред.), Ю. М. Кобищанов (ред.-сост.). — М.: Наука. Главная редакция восточной литературы, 1978. — 296 с.
- Северо-Восточная Африка в раннесредневековом мире (VI — середина VII в.) / Институт Африки АН СССР; Отв. ред. Л. И. Надирадзе. — М.: Наука. Главная редакция восточной литературы, 1980. — 224 с. — 2500 экз.
- На заре цивилизации: Африка в древнейшем мире / Художник Э. Л. Эрман. — М.: Мысль, 1981. — 224 с. — 30 000 экз.
- Мелконатуральное производство в общинно-кастовых системах Африки. — М.: Наука. Главная редакция восточной литературы, 1982. — 264 с.
- Полюдье: Явление отечественной и всемирной истории цивилизаций / Ин-т Африки РАН. — М.: РОССПЭН, 1995. — 320 с. — ISBN 5-086004-022-9.
- Очерки истории распространения исламской цивилизации: В 2 т. / [Редкол.: Ю. М. Кобищанов и др.]. — М. : РОССПЭН, 2002.
- Очерки истории исламской цивилизации в 2-х тт. / Под общ. ред. Ю. М. Кобищанова. — М.: РОССПЭН, 2008.
- Полюдье: всемирно-историческое явление / Под общ. ред. Ю. М. Кобищанова. — М.: РОССПЭН, 2009.
- Очерки истории христианских цивилизаций: опыт пробной публикации глав / отв. ред. Н. Н. Лисовой; [Императорское православное палестинское общество]. — М.: Индрик, 2016. — 281 с. : ил., цв. ил.; ISBN 978-5-91674-436-1

## Рецензии
- Кобищанов Ю. М. Аксум. — М. 1966. — 296 с. Перевод на англ. яз. University Park (Penn.), 1979. Рец.: Shinnie P. L. — International Journal of African Historical Studies, N. Y., 1982, vol. 15, N l, p. 96 — 98.